# Emilia Podoska
Emilia Podoska (właściwie Emilia Aurelia Podoska, herbu Junosza; ur. 7 września 1845 w Grajowie, zm. 22 maja 1889 w Krakowie) – polska zakonnica w Zgromadzeniu Sióstr Kanoniczek Regularnych Zakonu Premonstratensów (norbertanek), mistyczka, pedagog, mistrzyni nowicjatu klasztoru sióstr norbertanek w Krakowie oraz Służebnica Boża Kościoła katolickiego.

## Życiorys

### Lata dzieciństwa

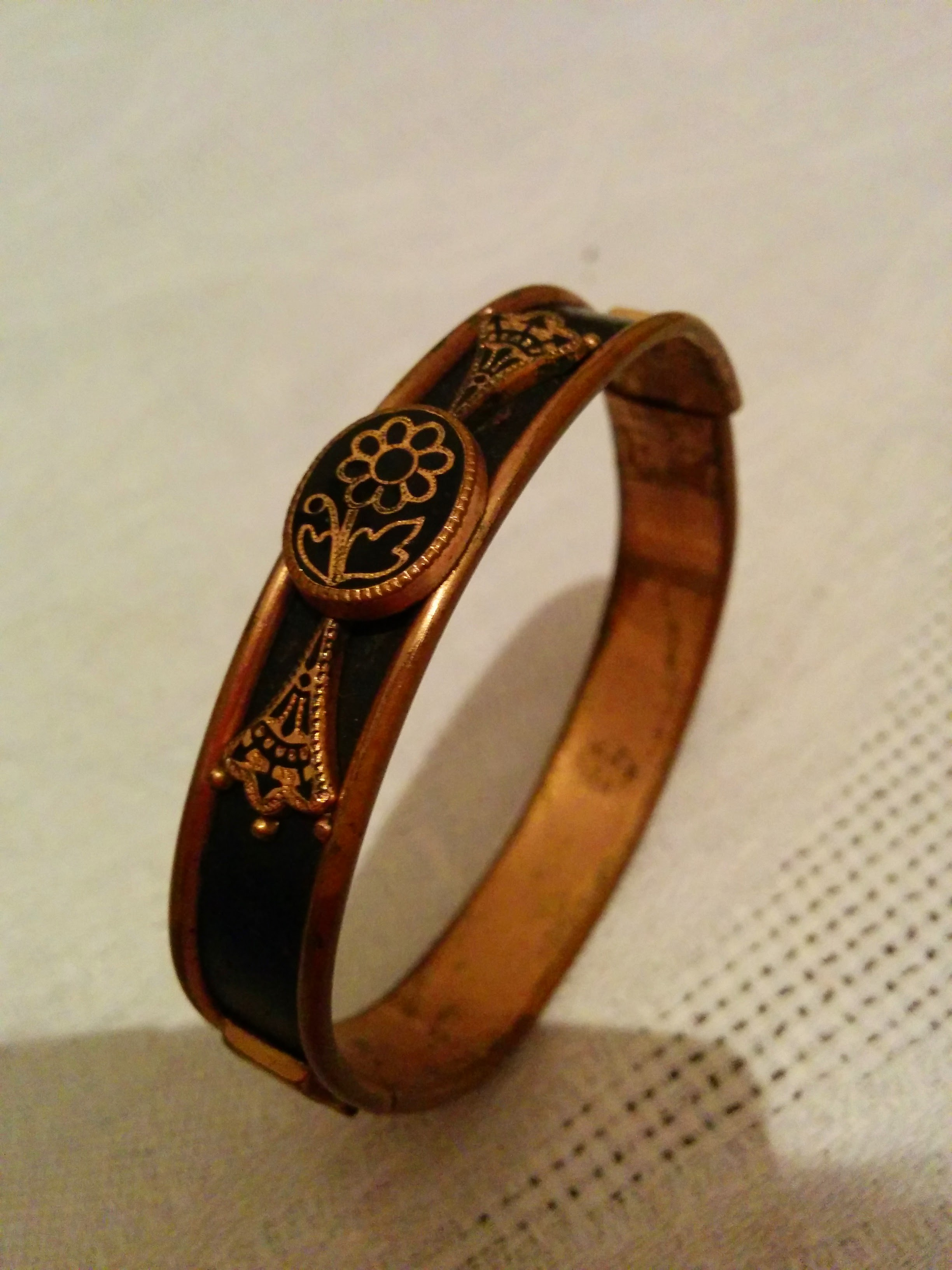
Pamiątka rodziny Podoskich z powstania styczniowego – bransoletka z brązu z symbolem niezapominajki

Emilia Podoska pochodziła z Małopolski, gdzie się urodziła na dworku w Grajowie, w szlacheckiej, wielodzietnej rodzinie (miała czternaścioro rodzeństwa) jako córka Jakuba Józefa Podoskiego herbu Junosza i Marii z domu Kołodziejskiej. Została ochrzczona w kościele Wszystkich Świętych w Ptaszkowej jako Emilia Aurelia, a rodzicami chrzestnymi byli, jej brat Konstanty Podoski i Sydonia Siemek. Lata dziecięce spędziła w religijnej atmosferze rodzinnego dworku Ptaszkowa pod opieką troskliwej matki. Z patriotycznego domu rodzinnego wyniosła ponadto miłość do ojczyzny, bowiem ojciec jej brał udział w powstaniu listopadowym, zaś jej bracia w powstaniu styczniowym. Podoscy wspierali powstania również finansowo, sprzedając majątek Grajów, a pieniądze przeznaczyli na umundurowanie, utrzymanie i uzbrojenie powstańców. W zamian za przekazany majątek na potrzeby powstania styczniowego, otrzymali bransoletkę z brązu z symbolem niezapominajki (pamiątka przechowywana w rodzinie).
Początkowo uczyła się od nauczycieli domowych. Mając dziesięć lat rodzice skierowali ją wraz ze starszymi siostrami Apolonią Walentyną i Marią Antoniną Sabiną do klasztornej szkoły sióstr klarysek pod wezwaniem bł. Kingi w Starym Sączu. Była to trzyklasowa szkoła z językiem niemieckim, kształtująca młodzież w duchu religijno-moralnym. Poza nauką religii, uczono tam języków obcych oraz prowadzono zajęcia praktyczne takie jak np: szycie, ozdobny haft czy szydełkowanie. Była wraz z siostrami w latach (1855–1858) wzorową uczennicą, bowiem została wpisana do księgi wyróżnionych prowadzonej przez siostry klaryski. Przypuszcza się, że podczas pobytu w tej szkole przystąpiła do pierwszej komunii świętej oraz przyjęła sakrament bierzmowania. Po powrocie do domu następne nauki pobierała od nauczycieli domowych, korzystając z licznego zbioru własnej biblioteki. W tym czasie wraz z siostrami uczyła dzieci wiejskie, niosła pomoc i opiekę starcom i chorym. Nazywano ją „panią wyjątkowej dobroci”. Z matką szyła i haftowała szaty liturgiczne. Z tego okresu (11 sierpnia 1864(dts)) zachowała się pamiątkowa praca własnoręcznie przez nią wyhaftowana z naszytymi kolorowymi koralikami na temat cnót teologalnych „wiary-nadziei-miłości” z wyhaftowanymi symbolami (krzyża, kotwicy i serca). W roku szkolnym 1866/1867 wróciła do pięcioklasowej szkoły klarysek w Starym Sączu, o nazwie „Wyższa Szkoła Panieńska”, przystępując do klasy czwartej. Po ukończeniu roku szkolnego 1868/1869 powróciła do domu rodzinnego.

### W zakonie norbertanek
Mając 25 lat, w 1870 podjęła decyzję wyboru życia konsekrowanego, prawdopodobnie pod wpływem pobytu w szkole u sióstr klarysek, wstępując do klasztoru sióstr norbertanek w Krakowie oraz rozpoczynając wstępne życie zakonne, tzw. próbę, która trwała wówczas dwa lata. Być może decyzję o wyborze życia zakonnego podjęła również pod wpływem matki, która prosiła o powołanie zakonne dla dziecka w dniu jej chrztu, o czym została poinformowana. Po okresie próbnym przystąpiła wraz z dwoma innymi aspirantkami Karoliną Słupnicką i Walerią Palmowską do egzaminu kanonicznego, który prowadził delegat biskupi ks. Damazy Zielewicz, a który wystawił taką opinię:

Całe zgromadzenie o postępowaniu PP Aspirantek chlubne dało świadectwo i objawiło szczerą chęć przyjęcia ich do Zakonu. Kandydatki zaś oświadczyły, że powodowane miłością Boga, pragną dla zbawienia swej duszy w stanie zakonnym poświęcić Bogu całe swe życie. Powołanie ich do zakonu jest prawdziwe i szczere, a jedyną pobudką skłaniającą je do obrania stanu zakonnego jest chęć służenia Bogu w zakonie.

24 października 1872(dts) przystąpiła do obłóczyn, czyli przyjęła suknię zakonną (habit) z rąk ks. Zielewicza w kościele św. Augustyna i św. Jana Chrzciciela w Krakowie. Następnie przystąpiła do pięcioletniego nowicjatu, który przygotowywał do przyjęcia ślubów zakonnych. Z polecenia spowiednika franciszkanina, o. Melchiora Kruczyńskiego OFM zaczęła wówczas prowadzić notatnik, małą książeczkę w której zapisywała modlitwy, refleksje, postanowienia rekolekcyjne, a także własne wiersze o treści religijnej. W jednym z nich napisała m.in.:

Kiedyż o Jezu, w Hostii ukryty,

Będzie na sercu moim wyryty

Wzór Twego Ducha, ofiary?

W 1874 zapadła na zapalenie oskrzeli. W celu rekonwalescencji wyjechała z klasztoru z ówczesną ksienią, s. Karoliną Kuczawską OPraem i siostrami s. Marią Słupnicką OPraem i s. Józefą Malinowską OPraem na objazd folwarków klasztornych w Zabierzowie, Zakliczynie i Wołowicach. W 1877 z polecenia lekarza wyjechała powtórnie do Zabierzowa. 12 maja 1878(dts) w czasie uroczystej mszy św. w kościele norbertanek złożyła uroczyste śluby wieczyste: czystości, ubóstwa, posłuszeństwa i stałości miejsca (łac. stabilitas loci) na ręce ksieni, s. Norberty Kossakowskiej OPraem. Posiadała zdolności plastyczne i była uzdolniona językowo (znała język francuski, niemiecki i łaciński). Po rocznym przygotowaniu złożyła w 1881 egzamin państwowy przed komisją egzaminacyjną dla nauczycieli szkół powszechnych i wydziałowych. W latach (1880–1886) była kierowniczką w zamkniętej, czteroklasowej szkole klasztornej sióstr norbertanek z programem ówczesnej szkoły średniej i internacie.
Z pracy pedagogicznej w szkole klasztornej została odwołana w styczniu 1886 przez kard. Albina Dunajewskiego i powołana na stanowisko mistrzyni nowicjatu krakowskiego klasztoru. Jako mistrzyni miała wówczas pod opieką cztery nowicjuszki: s. Ludolfę Wiśnicką, s. Matyldę Dudek, s. Urszulę Sanak i s. Ewermodę Sarnecką, oraz dwie postulantki Aurelię Ferens i Norbertę Sawicką. Zaczęła podupadać na zdrowiu. Trzykrotnie wyjeżdżała z klasztoru na leczenie klimatyczne. W 1889 zapadła ciężko na zapalenie płuc, a wkrótce na gruźlicę. 
Trawiona wysoką gorączką, zmarła w krakowskim klasztorze 22 maja 1889(dts) o godz. 13:00. Umierając, prosiła, by statut i regułę zakonną położono jej na łóżku, stwierdzając „że za nie chce umierać”. Początkowo została po uroczystościach pogrzebowych pochowana w nowym grobowcu sióstr norbertanek na cmentarzu Najświętszego Salwatora. 22 czerwca 1994(dts) odbyła się ekshumacja, rekognicja i translacja zwłok do kościoła św. Augustyna i św. Jana Chrzciciela w Krakowie, gdzie spoczęła w specjalnym sarkofagu pod chórem kościoła.

## Publikacje
Pozostał po niej w klasztornym archiwum notatnik – modlitewnik. W archiwum klasztoru znajdują się dwa zeszyty zapisków duchowych, pierwszy pod tytułem „Dzień Oblubienicy Pańskiej w obecności Bożej spędzony – rok 1877-1878” liczący 173 drobno zapisanych stron z refleksjami z rekolekcji przed jej ślubami wieczystymi, wskazówki do prowadzenia gorliwego życia wewnętrznego, modlitwy, wiersze i pieśni. Drugi rękopis liczący 36 stron ma tytuł „Mój kierunek”. Zachowało się ponadto kilkanaście stron jej „Ćwiczeń i modlitw na Wielki Post”. W 1998 został opracowany i wydany drukiem jej wybór pism i rozważań.
- Emilia Podoska (oprac. Stanisław Piech, Bogumiła Rytko): Oblubienica Ukrzyżowanego Zbawiciela. Wybór pism. Kraków: Oficyna Wydawnicza Papieskiej Akademii Teologicznej, 1998. ISBN 83-85245-79-0. OCLC 751047702. Brak numerów stron w książce

## Proces beatyfikacji
Z inicjatywy sióstr norbertanek przekonanych o świątobliwości jej życia podjęto starania celem wyniesienia jej na ołtarze. 24 września 1990(dts) Stolica Apostolska wydała zgodę tzw. nihil obstat na rozpoczęcie procesu jej beatyfikacji. Proces beatyfikacyjny w archidiecezji krakowskiej został otwarty 17 marca 1993(dts) w kaplicy biskupów krakowskich. Odtąd przysługuje jej tytuł Służebnicy Bożej. Powołani świadkowie złożyli stosowne zeznania przed ustanowioną komisją. Komisja historyczna skompletowała dokumentację, a komisja teologiczna wypowiedziała się na temat jej pism, życia i cnót. Proces diecezjalny został zamknięty 22 września 1994(dts), a 10 października tegoż roku akta przekazano do Kongregacji Spraw Kanonizacyjnych w Rzymie celem dalszego postępowania. 12 maja 1995(dts) Kongregacja Spraw Kanonizacyjnych wydała dekret o ważności postępowania diecezjalnego.

## Upamiętnienie
- Namalowane zostały obrazy olejne z jej podobizną. Jeden Anny Maślakiewicz-Brzozowskiej z 1970, będący kompozycją zdjęcia Emilii Podoskiej z 1872 (przed jej wstąpieniem do klasztoru)[15] oraz drugi okolicznościowy pędzla Tadeusza Molgi[23].
- 1 września 2015(dts) została patronką szkoły podstawowej w Grajowie[24]